# Мајдан (Горњи Милановац)
Мајдан је насеље у Србији у општини Горњи Милановац у Моравичком округу. Према попису из 2022. било је 369 становника.

## Општи подаци
Мајдан је удаљен 7 км од Горњег Милановца. Налази се на надморској висини од 360 до 620 м и на површини од 3.358 ха. Село се простире са обе стране магистралног пута М-21 (Ибарска магистрала). На северу захвата обронке Рудника. У селу ради четворогодишња основна школа почев од 1850. године. Село има и православну цркву посвећену Светој Тројици, која је саграђена 1891. од камена надгробних споменика, на месту где је до тада била дрвена црква.
Сеоске литије су на прве Тројице. Сеоски вашари се одржавају на Петровдан и Преображење.
У атару Мајдана се на магистрали често догађају саобраћајне несреће са фаталним исходом, највероватније због чињенице да је пут са благим кривинама, али непрегледан, што зна да завара возаче.
- Ибарска магистрала

У селу постоји фудбалски клуб ФК Мајдан, који игра у општинској лиги.

## Историја
Мајдан је насеље које потиче најкасније из турског доба (према имену), али је могуће да се на овом месту, које је врло погодно за живот и блиско данашњем Руднику, и раније налазило још и веће насеље, односно да је Мајдан заправо место где се налазио средњовековни Рудник. Мајдан је све до 1815. био део Рудника, а о његовој историји сведоче и бројни проналасци старог новца и накита.
Опште је предање да је у засеоку Красојевићи живео Павле Орловић, средњовековни велможа и јунак. До скора (писано 1955) постојала је кула која је сматрана његовом, а данас од ње постоје само темељи. Старији људи су памтили да је имала два спрата.
Прича се да је у Мајдану била варош Сребреница из које је у Косовски бој пошло 200 сабаља. То је врло могуће, с обзиром да у непосредној близини села извире истоимена река, али је такође могуће и то да се под појмом „Мајдана” (тј. Рудника) у средњем веку подразумевала и већа област, која је допирала све до Љубичевца на истоку, у коме се налазе остаци средњовековног града Рудничке Сребрнице. Постоји и тврдња да је ових 200 ратника кренуло управо под командом Павла Орловића.
По предању је у Мајдану сахрањен деспот Ђурађ Бранковић, заједно са својом женом, Проклетом Јерином, а били су сахрањени на месту Јелен-камен (или Јелин-камен), поред Рудничке реке. Ово место до данас није пронађено, а према описима положаја Јелен-камена, то место се сада налази испод бране флотационог језера које се налази у саставу рудника олова и цинка.
Једно време Мајдан је био седиште црногорског среза, рудничког округа. У селу и данас живи велики број легенди и предања из историје овог села пре и за време боја на Косову пољу 1389. године, из времена Првог и Другог српског устанка.
У Мајдану је рођен 15. јула 1912. године Бранко Јелић, син Ђорђа и Крстине Јелић, (прадеда, по мајци, чувене новозеландске певачице и текстописца Еле Марије Лани Јелић О'конор - уметничко име Лорде, а деда, по оцу Ђорђу, Лордине мајке Соње Јелић О'конор, новозеландске песникиње) који је био члан посаде 102. ескадриле Шестог авијацијског ловачког пука Краљевине Југославије, која је 6. априла 1941. године бранила Београд и изгинула код Прешева,где јој је подигнут споменик.
У Мајдану је заробљен један од првих немачких тенкова које су устаници заробили у Другом светском рату. Овде је живео четнички капетан Славко Цветић (1916 – 1942) кога су Немци обесили, а 1986. му је подигнут споменик.
Овде се налазе Крајпуташ Стевану Божовићу у Мајдану, Усамљени надгробник у Мајдану, засеок Рапшинци и Крајпуташи Сими и Јовану Петровићу у Мајдану.
У ратовима у периоду од 1912. до 1918. године село је дало 246 ратника. Погинуло их је 124 а 122 је преживело.

## Археолошка налазишта
С обзиром на своју бурну и богату историју, Мајдан обилује остацима из давних времена. Поред поменуте куле Орловића Павла, у Мајдану постоје и остаци неколико црквица, старих гробаља (народ их зове грчка и маџарска гробља), као и утврђења. Најбоље је очувано утврђење на Градини, за које се не зна тачна намена и период у коме је коришћено, али се претпоставља да је било активно најкасније у доба српске деспотовине.
У селу постоје остаци (само темељи) неколико средњовековних цркава. Средином 20. века су у Мајдану пронађена два прстена, један са грбом Бранковића, а други са грбом Николе Косијера. У долини Јазинског потока, испод утврђења на Градини, налазе се остаци неколико цркава.
У засеоку Красојевци, јужно испод Цвијићевог врха, налазили су се темељи црквице који су недавно уништени због градње сеоског пута.

## Галерија
- Домаћинство из 19. века у Мајдану
- Стара кућа 44° 06′ 42″ N 20° 28′ 04″ E / 44.11167° С; 20.46778° И
- Чардак из 1771. у Мајдану 44° 6′ 32.10″ N 20° 28′ 5.10″ E / 44.1089167° С; 20.4680833° И
- Спомен плоча на чардаку
- Двориште 44° 5′ 46.82″ N 20° 29′ 34.97″ E / 44.0963389° С; 20.4930472° И
- Мајданска црква 44° 5′ 43.52″ N 20° 29′ 33.38″ E / 44.0954222° С; 20.4926056° И
- Старо домаћинство 44° 05′ 59″ С; 20° 30′ 15″ И / 44.099768° С; 20.504194° И
- Стара трафо станица 44° 05′ 58″ С; 20° 30′ 28″ И / 44.099357° С; 20.507661° И
- Пут за Црквине
- Стари надгробни споменик

## Демографија
У пописима село је имало: 1910. године 1.133, 1921. године 909 а 2002. године 518 становника.
У насељу Мајдан живи 436 пунолетних становника, а просечна старост становништва износи 45,1 година (43,9 код мушкараца и 46,2 код жена). У насељу има 167 домаћинстава, а просечан број чланова по домаћинству је 3,07.
Ово насеље је великим делом насељено Србима (према попису из 2002. године), а у последња три пописа, примећен је пад у броју становника.
|  |

| Демографија | Демографија | Демографија |
| Година      | Становника  | Становника  |
| ----------- | ----------- | ----------- |
| 1948.       | 1.083       |             |
| 1953.       | 1.118       |             |
| 1961.       | 1.123       |             |
| 1971.       | 886         |             |
| 1981.       | 784         |             |
| 1991.       | 597         | 595         |
| 2002.       | 513         | 516         |
| 2011.       | 419         |             |

| Етнички састав према попису из 2002.‍ | Етнички састав према попису из 2002.‍ | Етнички састав према попису из 2002.‍ | Етнички састав према попису из 2002.‍ | Етнички састав према попису из 2002.‍ |
| ------------------------------------ | ------------------------------------ | ------------------------------------ | ------------------------------------ | ------------------------------------ |
|                                      |                                      |                                      |                                      |                                      |
| Срби                                 | Срби                                 |                                      | 505                                  | 98,44%                               |
| Црногорци                            | Црногорци                            |                                      | 2                                    | 0,38%                                |
| непознато                            | непознато                            |                                      | 3                                    | 0,58%                                |

| Година пописа     | 1948. | 1953. | 1961. | 1971. | 1981. | 1991. | 2002. |
| ----------------- | ----- | ----- | ----- | ----- | ----- | ----- | ----- |
| Број домаћинстава | 190   | 223   | 251   | 216   | 227   | 187   | 167   |

| Број чланова      | 1  | 2  | 3  | 4  | 5  | 6  | 7 | 8 | 9 | 10 и више | Просек |
| ----------------- | -- | -- | -- | -- | -- | -- | - | - | - | --------- | ------ |
| Број домаћинстава | 29 | 48 | 32 | 19 | 23 | 11 | 5 | 0 | 0 | 0         | 3,07   |

| Пол    | Укупно | Неожењен/Неудата | Ожењен/Удата | Удовац/Удовица | Разведен/Разведена | Непознато |
| ------ | ------ | ---------------- | ------------ | -------------- | ------------------ | --------- |
| Мушки  | 228    | 73               | 134          | 13             | 8                  | 0         |
| Женски | 223    | 36               | 134          | 48             | 5                  | 0         |
| УКУПНО | 451    | 109              | 268          | 61             | 13                 | 0         |

| Пол    | Укупно                    | Пољопривреда, лов и шумарство | Рибарство                            | Вађење руде и камена | Прерађивачка индустрија       |
| ------ | ------------------------- | ----------------------------- | ------------------------------------ | -------------------- | ----------------------------- |
| Мушки  | 119                       | 11                            | 0                                    | 35                   | 28                            |
| Женски | 80                        | 16                            | 0                                    | 3                    | 31                            |
| УКУПНО | 199                       | 27                            | 0                                    | 38                   | 59                            |
| Пол    | Производња и снабдевање   | Грађевинарство                | Трговина                             | Хотели и ресторани   | Саобраћај, складиштење и везе |
| Мушки  | 1                         | 3                             | 7                                    | 2                    | 16                            |
| Женски | 1                         | 0                             | 8                                    | 6                    | 1                             |
| УКУПНО | 2                         | 3                             | 15                                   | 8                    | 17                            |
| Пол    | Финансијско посредовање   | Некретнине                    | Државна управа и одбрана             | Образовање           | Здравствени и социјални рад   |
| Мушки  | 0                         | 6                             | 1                                    | 4                    | 1                             |
| Женски | 0                         | 2                             | 1                                    | 4                    | 6                             |
| УКУПНО | 0                         | 8                             | 2                                    | 8                    | 7                             |
| Пол    | Остале услужне активности | Приватна домаћинства          | Екстериторијалне организације и тела | Непознато            | Непознато                     |
| Мушки  | 1                         | 0                             | 0                                    | 3                    | 3                             |
| Женски | 0                         | 0                             | 0                                    | 1                    | 1                             |
| УКУПНО | 1                         | 0                             | 0                                    | 4                    | 4                             |